# Chiesa di Santa Maria Assunta (Ameno)
La chiesa di Santa Maria Assunta, nota anche come chiesa di Maria Vergine Assunta, è la parrocchiale di Ameno, in provincia e diocesi di Novara; fa parte dell'unità pastorale di Gozzano.

## Storia
L'originaria cappella di Ameno sorse nel IV secolo ad opera di san Giulio, il quale morì qualche anno dopo sulla vicina isola che gli venne in seguito dedicata; tuttavia la prima citazione che ne certifica la presenza risale al 1217.
Nel XIV secolo fu costruita la nuova chiesa a tre navate; retta sino al 1460 da un curato dipendente dalla Basilica di San Giulio, nel 1499 ottenne il privilegio del fonte battesimale, per poi venir eretta a parrocchiale nel 1507.
 Intanto, nel 1505 la prima pietra del vicino campanile era stata posta; la torre fu ultimata nel 1525.

## Descrizione

### Esterno
La facciata a capanna della chiesa, rivolta a ponente, tripartita da contrafforti e anticipata dal protiro sorretto da colonne doriche sopra le quali si impostano degli archi a sesto ribassato, presenta al centro il portale d'ingresso e un rosone oppilato e ai lati due finestrelle ovali.
Annesso alla parrocchiale è il campanile in pietra a base quadrata, che misura un'altezza di 60 metri; la cella presenta su ogni lato una trifora ed è coronata dalla guglia piramidale.

### Interno
L'interno dell'edificio si compone di tre navate; qui sono conservate diverse opere di pregio, tra le quali la pala ritraente la Discesa dello Spirito Santo sulla Beata Vergine e sugli Apostoli, il crocifisso, l'ottocentesca cantoria, abbellita dai dipinti eseguiti da Agostino Comerio, e due candelabri bronzo donati dalla Compagnia di Milano.